# Thượng cổ tôn giả
Thượng cổ tôn giả (tiếng Anh: Ancient One) là nhân vật hư cấu xuất hiện trong truyện tranh Mỹ, được xuất bản bởi Marvel Comics. Nhân vật được tạo bởi Stan Lee và Steve Ditko, xuất hiện lần đầu tiên trong Strange Tales #110 (tháng 7 năm 1963). Ông là người tiền nhiệm và là cố vấn của Doctor Strange, với tư cách là Pháp sư Tối cao.
Một phiên bản nữ của nhân vật này xuất hiện trong phim Doctor Strange năm 2016 và Avengers: Endgame năm 2019, do Tilda Swinton thủ vai.

Phiên bản nữ Thượng cổ tôn giả do Tilda Swinton thủ vai trong phim Doctor Strange (2016)